# فوسلو
فوسلو آگ (به آلمانی: Vossloh AG) شرکت تجهیزات ریلی آلمانی است، که در زمینه ارائه خدمات و فناوری‌های ترابری ریلی فعالیت می‌کند. این شرکت در سال ۱۸۸۸ تأسیس شد. از عمده تولیدات شرکت فوسلو می‌توان به تجهیزات و زیرساخت‌های ریلی همچون سوزن ریل اشاره کرد. این شرکت همچنین مالک شرکت‌های بسیاری ازجمله کوجیفر در فرانسه می‌باشد.